# Calamochrous homochroalis
Calamochrous homochroalis là một loài bướm đêm trong họ Crambidae.